# Torremocha de Jarama
Torremocha de Jarama é um município da Espanha na província e comunidade autónoma de Madrid, de área 18,45 km² com população de 489 habitantes (2004) e densidade populacional de 26,50 hab/km².

## Demografia
| Variação demográfica do município entre 1991 e 2004 | Variação demográfica do município entre 1991 e 2004 | Variação demográfica do município entre 1991 e 2004 | Variação demográfica do município entre 1991 e 2004 |
| --------------------------------------------------- | --------------------------------------------------- | --------------------------------------------------- | --------------------------------------------------- |
| 1991                                                | 1996                                                | 2001                                                | 2004                                                |
| 237                                                 | 322                                                 | 430                                                 | 489                                                 |

## Equipamentos
- Igreja;
- Escola;
- Câmara Municipal;
- Polideportivo com piscina e campos de ténis;
- Escola de música com 80 alunos;
- Centro empresarial que alberga mais de 25 empreendedores das áreas do artesanato e alimentação.